# Thea Mørk
Thea Mørk (Oslo, 1991. április 5. –) norvég válogatott kézilabdázó, balszélső. Testvére, Nora Mørk válogatott kézilabdázó, a Team Esbjerg játékosa.

## Pályafutása

### Klubcsapatokban
Thea Mørk a Bækkelaget SK csapatában kezdte pályafutását. 2007-ben a dán bajnokságban szereplő Aalborghoz igazolt, de a csapat gyengén szerepelt a bajnokságban, Mørk pedig keresztszalag-sérülést szenvedett és 2008 januárjában visszatért a Bækkelagethez. 2008 nyarán aláírt az SK Njård csapatához. A 2008-2009-es szezonban nem tudott pályára lépni újabb súlyos sérülése miatt, így csak 2009 októberében mutatkozott be a csapatban tétmérkőzésen. 2010 nyarán a Larvik játékosa lett. A 2010-2011-es szezon végén Bajnokok Ligáját nyert a csapattal. 2014 januárjában súlyos térdsérülést szenvedett. 2015 decemberében felvetődött, hogy testvérét követve ő is a Győri Audi ETO játékosa lesz, de végül visszautasította a Rába-parti csapat ajánlatát. 2011-ben, 2012-ben, 2013-ban, 2014-ben, 2015-ben, 2016 és 2017-ben a bajnoki címet is sikerült megnyernie a Larvikkal. 2018 nyarától a dán København Håndbold játékosa. Folyamatos sérülései miatt 2018 decemberében bejelentette visszavonulását.

### A válogatottban
A norvég válogatottban 2016 októberében mutatkozott be egy Oroszország elleni felkészülési mérkőzésen. Első világversenye a 2018-as Európa-bajnokság volt, azonban az első csoportmérkőzésen öt percnyi játék után súlyos sérülést szenvedett és véget ért számára a torna.

## Családja
Testvére, Nora Mørk olimpiai bronzérmes, világ- és Európa-bajnok kézilabdázó.

## Sikerei, díjai
- Norvég bajnok: 2010–2011, 2011–2012, 2012–2013, 2013–2014, 2014–2015, 2015–2016, 2016–2017
- Norvég kupagyőztes: 2010, 2011, 2012, 2013, 2014, 2015, 2016
- Bajnokok Ligája-győztes: 2011
- A Grundigligaen legjobb balszélsője: 2016–2017[15]
- Az Eliteserien legjobb balszélsője: 2017–2018[16]